# Бухуризаде Мустафа Ытри
Бухуризаде Мустафа Ытри (имя при рождении Бухуризаде Мустафа-эфенди, около 1640—1711?) — османский композитор, поэт и каллиграф.

## Биография
Точная дата рождения, происхождение и обстоятельства жизни композитора неизвестны. В качестве предполагаемой даты рождения называются различные годы между 1630 и 1640. Общепринятым местом рождения считается Стамбул. Также известно, что он носил титул мавлави.
Занимал должность музыканта при дворе султана. Ытри не только писал музыку, его перу принадлежит ряд стихов и диванов, но последние не сохранились.
Точная дата смерти Ытри не установлена, предположительно это произошло в 1711 или 1712 году, хотя существует гипотеза о более поздней смерти — в 1730 или 1731 годах.
Существует гипотеза, что Ытри был последователем религиозного ордена Мевлеви.
Всего Ытри написал более тысячи песен и инструментальных композиций, но сохранилось лишь около 40.

## Память
Ытри изображён на выпущенной в 2009 году турецкой банкноте в 100 лир.
В честь 300-летия предполагаемой смерти Ытри Юнеско объявило 2012 год «международным годом Ытри».
В апреле 2016 года глава управления по делам религии Турции Мехмет Гёрмез заявил, что будет рассмотрено предложение о замене похоронного марша Шопена, исполняемого на похоронах, на произведение Ытри «Такбир» (молитва об усопших).